# スコット・サイトウ
スコット・サイトウ（Scott Saito、1964年2月17日 - ）は、アメリカ合衆国の騎手。
東京都府中市出身。

## 来歴
東京都府中市生まれ、アメリカ育ち。1985年にカリフォルニア州騎手免許を取得し、1990年にオハイオ州騎手免許を取得。1995年に来日し、短期免許で南関東競馬に騎乗。1995年2月7日に初騎乗し、1995年2月24日に初勝利を挙げるなど3勝の成績。
1996年秋に再来日、岩手競馬の盛岡競馬場・佐藤敏彦厩舎に所属し、13勝を挙げる。1997年の秋にも来日し、水沢競馬場・伊藤和厩舎に所属して4勝。地方競馬通算20勝（226戦）、勝率8.8パーセント、連対率19.5パーセント。その後、アメリカのほかオーストラリアなどでも勝ち星を重ね、2000年5月3日にオハイオ州・シスルダウン競馬場で通算1000勝を達成。

## 人物・エピソード
- パドックで乗馬しての周回中にファンから声がかかると、笑顔で何度もお辞儀をするほど愛想が良い騎手であった。
- 1998年の年明け、岩手での期間限定騎乗を終えて帰国するスコットに対し、地方競馬のファンが集うインターネットの掲示板で、ファンたちが「スコット・サイトウと鍋を囲む会」を企画。その一環としてスコットへの応援メッセージをそれぞれ英語で記し、発起人がメッセージを取りまとめ、日本に住むスコットの親戚にメールで送信。親戚からそれらのメッセージを受けたスコットは、お礼のメッセージを親戚を通じて送った。ちなみに、「鍋を囲む会」は実現せずに終わっている。